# Schtschutschyn
Schtschutschyn (belarussisch Шчучынⓘ Ščučyn, polnisch Szczuczyn, litauisch Šukynas, jiddisch שטשוטשין Shtshutshin) ist eine Stadt in Belarus in der Hrodsenskaja Woblasz.
Die Stadt ist Zentrum des Rajons Schtschutschyn und liegt an der Autobahn M6 zwischen Hrodna und Lida.